# Fanoušek

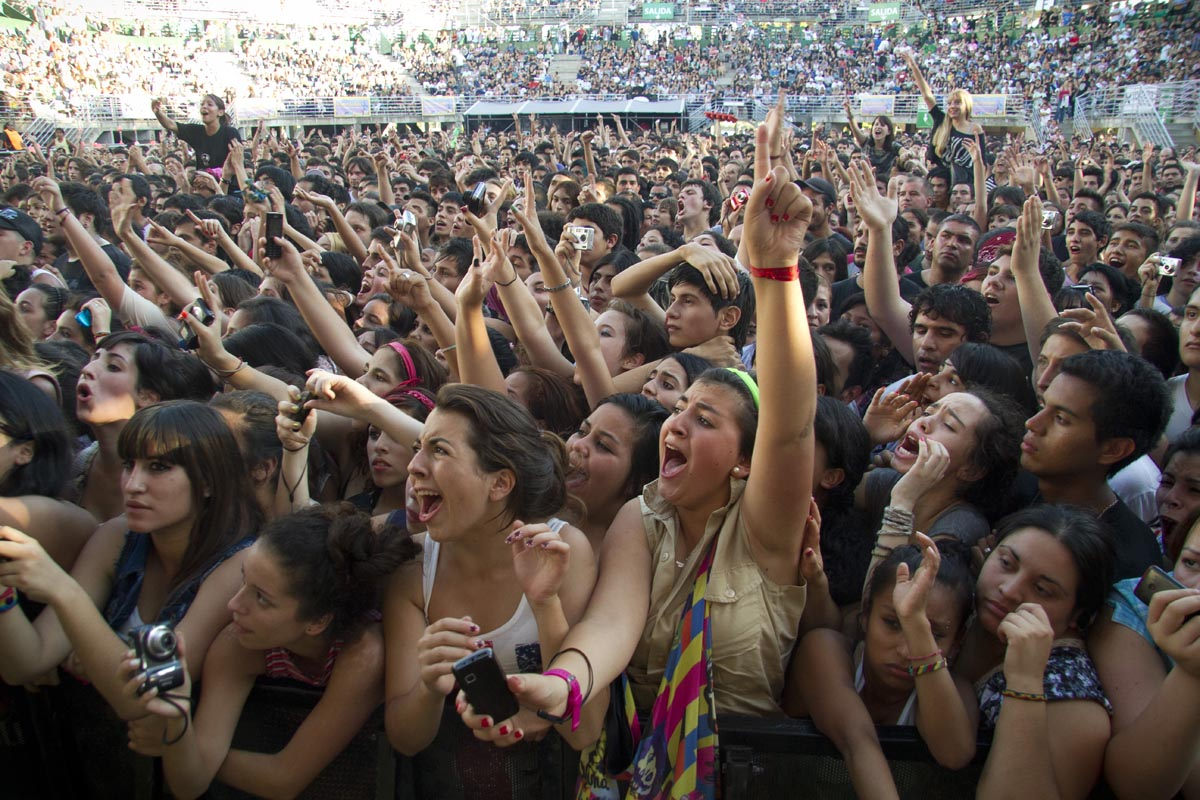
Fanoušci na recitál v Buenos Aires, Argentina

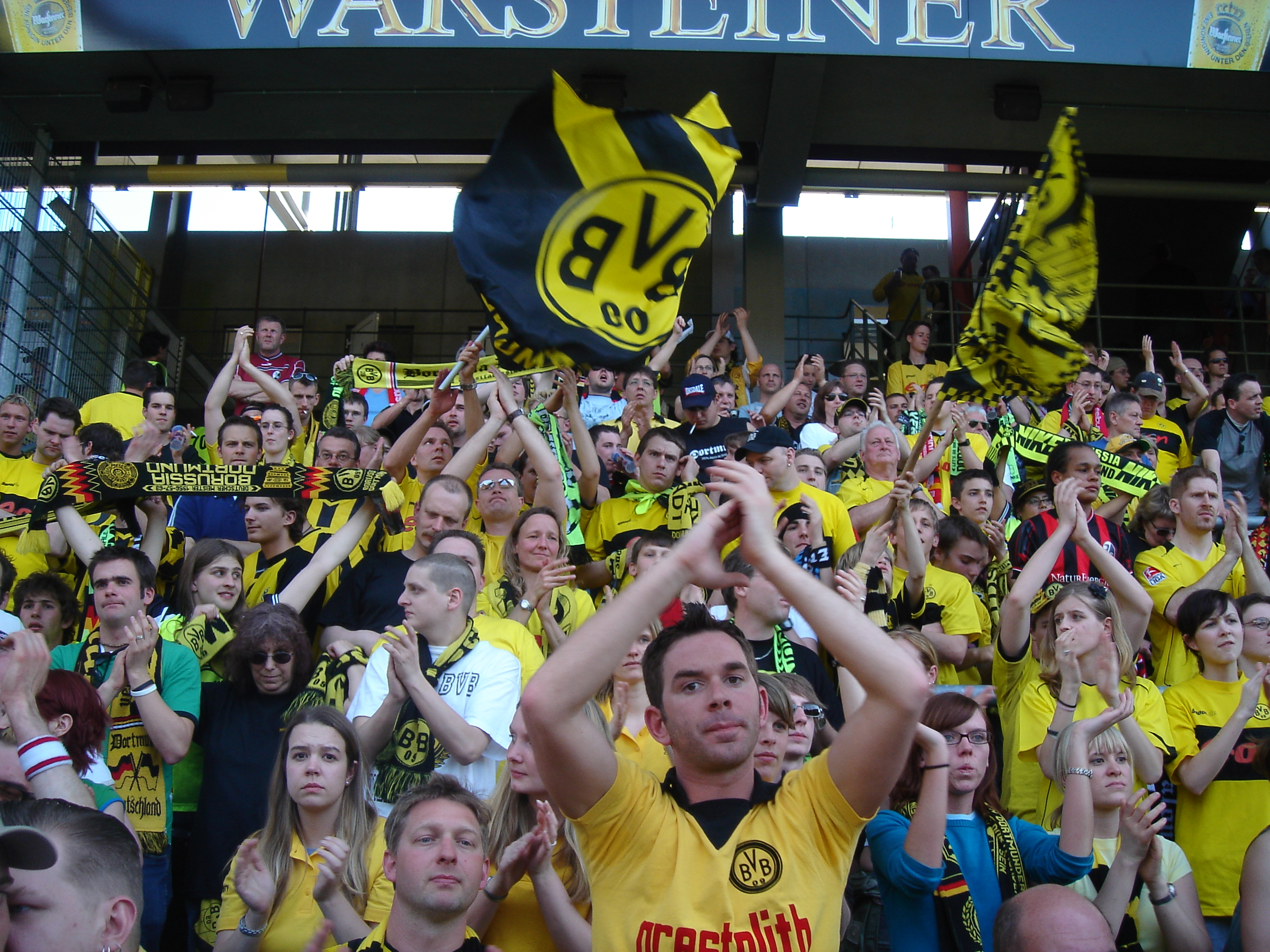
Fotbaloví fanoušci Borussie

Fanoušek (z angličtiny fanatic, zkráceně fan, ženskou podobou je fanynka) je osoba projevující náklonnost k určitému subjektu (např. sportovnímu týmu, hudební skupině či celému oboru lidské činnosti), který podporuje a doufá v jeho úspěchy a rozvoj. Původ ze slova fanatic není náhodný, někteří z fanoušků totiž pro subjekt své náklonnosti dokážou obětovat vše ostatní a v jeho podpoře se chovají skutečně až fanaticky.

## Fanoušek ve sportu
Fanoušek sportovního klubu chodí na utkání nejen kvůli požitku ze hry, ale i s cílem fandit. Fandění může mít podobu pokřiků jak povzbuzujících vlastní klub nebo hráče, tak i proti hostujícímu klubu, hráčům nebo proti rozhodčím. Fanoušek navštěvuje utkání svého týmu pravidelně, bez ohledu na momentální výsledky, a to nejen na domácích zápasech, ale i venkovních. Fanoušek většinou nosí symboly svého klubu (šály, vlajky, dresy apod.). Fanoušci se často sdružují do skupin (fanklubů). Fanoušci v ochozech mají pozitivní vliv na výsledky domácího mužstva.